# Metapenaeopsis mogiensis
Metapenaeopsis mogiensis är en kräftdjursart som först beskrevs av M. J. Rathbun 1902.  Metapenaeopsis mogiensis ingår i släktet Metapenaeopsis och familjen Penaeidae.

## Underarter
Arten delas in i följande underarter:
- M. m. complanata
- M. m. consobrina
- M. m. intermedia
- M. m. mogiensis